# Denton (Kansas)
Denton è un comune degli Stati Uniti d'America, situato nello Stato del Kansas, nella Contea di Doniphan.